# Стальова Воля
Стальова Воля (або Сталева Воля, пол. Stalowa Wola) — місто в Польщі, у вилці річок Сян та Вісла. Одне з наймолодших міст в Польщі. Адміністративний центр Стальововольського повіту Підкарпатського воєводства.

## Історія
Під час Другої світової війни тут проходили навчання бійці української дивізіції «Галичина». Німці розстріляли кожного десятого з тих, хто не погодився скласти присягу на вірність Адольфу Гітлеру.

## Населення
Дані за 30 червня 2014 року:
|                             | Всі    | Всі   | Жінки  | Жінки | Чоловіки | Чоловіки |
| --------------------------- | ------ | ----- | ------ | ----- | -------- | -------- |
|                             | осіб   | %     | осіб   | %     | осіб     | %        |
| число                       | 63 434 | 100   | 32 691 | 51,96 | 30 473   | 48,04    |
| густота населення (ос./км²) | 775,5  | 775,5 | 402,9  | 402,9 | 372,6    | 372,6    |

- Вікова піраміда мешканків Стальової Волі у 2014 році[3].